# Adalberto Peñaranda
Adalberto Peñaranda Maestre (El Vigía, 31 maggio 1997) è un calciatore venezuelano, attaccante dell'Atlético Bucaramanga in prestito dal Sarajevo.

## Caratteristiche tecniche
Ala o centravanti, ama svariare sul fronte offensivo grazie ad un ottimo dribbling e a discrete doti fisiche e tecniche. Possiede inoltre un tiro potente e buona visione di gioco, che lo rendono abile sia come realizzatore che come uomo assist. In Nazionale ha ricoperto soprattutto il ruolo di esterno sinistro di centrocampo.

## Carriera

### Club
Nel 2013 debutta nella Primera División venezuelana con la maglia del Deportivo La Guaira. In due stagioni in patria mette a segno quattro reti in trentasette partite.
Il 16 giugno 2015 viene acquistato dall'Udinese, che lo gira in prestito al Granada. Dopo aver segnato tre gol in nove presenze in Segunda División B con la seconda squadra, fa il suo esordio in Liga BBVA il 22 novembre giocando da titolare il match casalingo vinto per 2-0 contro l'Athletic Club, che lo rende il più giovane esordiente con la maglia del club andaluso.
Il successivo 12 dicembre trova i suoi primi due gol in campionato nella vittoria esterna per 1-2 sul campo del Levante, diventando così, all'età di 18 anni e 195 giorni, il più giovane giocatore ad aver messo a segno una doppietta nella massima serie spagnola, record precedentemente detenuto da Lionel Messi. Conclude la stagione con cinque reti in ventitré presenze, che consentono alla sua squadra di ottenere la salvezza in Primera División.
Il 1º febbraio 2016 firma un contratto di quattro anni e mezzo con il Watford, che lo lascia in prestito al Granada fino al termine della stagione in corso.
L'11 luglio seguente passa a titolo temporaneo all'Udinese, con cui debutta il 13 agosto 2016 nella partita di Coppa Italia persa 2-3 in casa contro lo Spezia, entrando al posto di Matos. Il 20 agosto seguente fa il suo esordio in Serie A in Roma-Udinese (4-0), subentrando a Rodrigo de Paul. Complici alcune difficoltà di ambientamento, con i friulani trova poco spazio (soltanto 6 presenze in campionato).
Il 4 gennaio 2017, dopo la risoluzione anticipata del prestito tra Watford e Udinese, viene ufficializzato il suo passaggio, sempre a titolo temporaneo, al Malaga, con cui fa così ritorno nella Liga spagnola.
Il 2 settembre 2019 viene prestato all'Eupen, club di prima divisione belga.
Nel 2020 dopo il termine del prestito all'Eupen torna al Watford.

### Nazionale
Nel 2015 disputa il Campionato sudamericano Under-20, tenutosi in Uruguay, con la Nazionale venezuelana.
Il 25 marzo 2016 esordisce con la Nazionale maggiore durante un match di qualificazione ai Mondiali 2018 contro il Perù.
Viene convocato per la Copa América Centenario negli Stati Uniti.

## Statistiche

### Presenze e reti nei club
Statistiche aggiornate al 21 agosto 2023.
| Stagione                   | Squadra                    | Campionato                 | Campionato | Campionato | Coppe nazionali | Coppe nazionali | Coppe nazionali | Coppe continentali | Coppe continentali | Coppe continentali | Altre coppe | Altre coppe | Altre coppe | Totale | Totale |
| Stagione                   | Squadra                    | Comp                       | Pres       | Reti       | Comp            | Pres            | Reti            | Comp               | Pres               | Reti               | Comp        | Pres        | Reti        | Pres   | Reti   |
| -------------------------- | -------------------------- | -------------------------- | ---------- | ---------- | --------------- | --------------- | --------------- | ------------------ | ------------------ | ------------------ | ----------- | ----------- | ----------- | ------ | ------ |
| 2013-2014                  | Deportivo La Guaira        | PD                         | 18         | 1          | CV              | 4               | 0               | -                  | -                  | -                  | -           | -           | -           | 22     | 1      |
| 2014-2015                  | Deportivo La Guaira        | PD                         | 19         | 3          | CV              | 1               | 0               | CS                 | 2                  | 0                  | -           | -           | -           | 22     | 3      |
| Totale Deportivo La Guaira | Totale Deportivo La Guaira | Totale Deportivo La Guaira | 37         | 4          |                 | 5               | 0               |                    | 2                  | 0                  |             | -           | -           | 44     | 4      |
| ago.-nov. 2015             | Recreativo Granada         | SDB                        | 9          | 3          | -               | -               | -               | -                  | -                  | -                  | -           | -           | -           | 9      | 3      |
| 2015-2016                  | Granada                    | PD                         | 23         | 5          | CR              | 4               | 0               | -                  | -                  | -                  | -           | -           | -           | 27     | 5      |
| 2016-gen. 2017             | Udinese                    | A                          | 6          | 0          | CI              | 1               | 0               | -                  | -                  | -                  | -           | -           | -           | 7      | 0      |
| gen.-giu. 2017             | Málaga                     | PD                         | 3          | 0          | CR              | 0               | 0               | -                  | -                  | -                  | -           | -           | -           | 3      | 0      |
| 2017-2018                  | Málaga                     | PD                         | 13         | 0          | CR              | 0               | 0               | -                  | -                  | -                  | -           | -           | -           | 13     | 0      |
| Totale Málaga              | Totale Málaga              | Totale Málaga              | 16         | 0          |                 | 0               | 0               |                    | -                  | -                  |             | -           | -           | 16     | 0      |
| 2018-2019                  | Watford                    | PL                         | 0          | 0          | FACup+CdL       | 2+0             | 0               | -                  | -                  | -                  | -           | -           | -           | 2      | 0      |
| ago. 2019                  | Watford                    | PL                         | -          | -          | FACup+CdL       | 0+1             | 0               | -                  | -                  | -                  | -           | -           | -           | 1      | 0      |
| set-gen. 2020              | Eupen                      | D1                         | 5          | 0          | CB              | 1               | 0               | -                  | -                  | -                  | -           | -           | -           | 6      | 0      |
| set-ott. 2020              | Watford                    | FLC                        | -          | -          | FACup+CdL       | 0+1             | 0+1             | -                  | -                  | -                  | -           | -           | -           | 1      | 1      |
| ott. 2020-2021             | CSKA Sofia                 | A-PFG                      | 5          | 0          | CB              | 2               | 0               | UEL                | 2                  | 0                  | -           | -           | -           | 9      | 0      |
| 2021-2022                  | Las Palmas                 | PD                         | 18         | 2          | CR              | 1               | 0               | -                  | -                  | -                  | -           | -           | -           | 19     | 2      |
| 2022-2023                  | Boavista                   | PL                         | 0          | 0          | CP+CdL          | 0               | 0               | -                  | -                  | -                  | -           | -           | -           | 0      | 0      |
| 2023-2024                  | Sarajevo                   | PL                         | 2          | 0          | CB              | -               | -               | UECL               | 0                  | 0                  | -           | -           | -           | 2      | 0      |
| Totale carriera            | Totale carriera            | Totale carriera            | 121        | 14         |                 | 18              | 1               |                    | 4                  | 0                  |             | -           | -           | 143    | 15     |

### Cronologia presenze e reti in nazionale
| Cronologia completa delle presenze e delle reti in nazionale ― Venezuela | Cronologia completa delle presenze e delle reti in nazionale ― Venezuela | Cronologia completa delle presenze e delle reti in nazionale ― Venezuela | Cronologia completa delle presenze e delle reti in nazionale ― Venezuela | Cronologia completa delle presenze e delle reti in nazionale ― Venezuela | Cronologia completa delle presenze e delle reti in nazionale ― Venezuela | Cronologia completa delle presenze e delle reti in nazionale ― Venezuela | Cronologia completa delle presenze e delle reti in nazionale ― Venezuela |
| Data                                                                     | Città                                                                    | In casa                                                                  | Risultato                                                                | Ospiti                                                                   | Competizione                                                             | Reti                                                                     | Note                                                                     |
| ------------------------------------------------------------------------ | ------------------------------------------------------------------------ | ------------------------------------------------------------------------ | ------------------------------------------------------------------------ | ------------------------------------------------------------------------ | ------------------------------------------------------------------------ | ------------------------------------------------------------------------ | ------------------------------------------------------------------------ |
| 24-3-2016                                                                | Lima                                                                     | Perù                                                                     | 2 – 2                                                                    | Venezuela                                                                | Qual. Mondiali 2018                                                      | -                                                                        | 70’                                                                      |
| 29-3-2016                                                                | Barinas                                                                  | Venezuela                                                                | 1 – 4                                                                    | Cile                                                                     | Qual. Mondiali 2018                                                      | -                                                                        | 60’                                                                      |
| 1-6-2016                                                                 | Fort Lauderdale                                                          | Guatemala                                                                | 1 – 1                                                                    | Venezuela                                                                | Amichevole                                                               | -                                                                        | 85’                                                                      |
| 5-6-2016                                                                 | Chicago                                                                  | Giamaica                                                                 | 0 – 1                                                                    | Venezuela                                                                | Coppa America Centenario - 1º turno                                      | -                                                                        | 77’                                                                      |
| 9-6-2016                                                                 | Filadelfia                                                               | Uruguay                                                                  | 0 – 1                                                                    | Venezuela                                                                | Coppa America Centenario - 1º turno                                      | -                                                                        |                                                                          |
| 13-6-2016                                                                | Houston                                                                  | Messico                                                                  | 1 – 1                                                                    | Venezuela                                                                | Coppa America Centenario - 1º turno                                      | -                                                                        | 70’                                                                      |
| 1-9-2016                                                                 | Barranquilla                                                             | Colombia                                                                 | 2 – 0                                                                    | Venezuela                                                                | Qual. Mondiali 2018                                                      | -                                                                        | 50’                                                                      |
| 6-9-2016                                                                 | Mérida                                                                   | Venezuela                                                                | 2 – 2                                                                    | Argentina                                                                | Qual. Mondiali 2018                                                      | -                                                                        |                                                                          |
| 6-10-2016                                                                | Montevideo                                                               | Uruguay                                                                  | 3 – 0                                                                    | Venezuela                                                                | Qual. Mondiali 2018                                                      | -                                                                        | 61’                                                                      |
| 11-10-2016                                                               | Mérida                                                                   | Venezuela                                                                | 0 – 2                                                                    | Brasile                                                                  | Qual. Mondiali 2018                                                      | -                                                                        | 73’                                                                      |
| 15-11-2016                                                               | Quito                                                                    | Ecuador                                                                  | 3 – 0                                                                    | Venezuela                                                                | Qual. Mondiali 2018                                                      | -                                                                        | 69’                                                                      |
| 28-3-2017                                                                | Santiago del Cile                                                        | Cile                                                                     | 3 – 1                                                                    | Venezuela                                                                | Qual. Mondiali 2018                                                      | -                                                                        | 68’                                                                      |
| 16-10-2018                                                               | Barcellona                                                               | Emirati Arabi Uniti                                                      | 0 – 2                                                                    | Venezuela                                                                | Amichevole                                                               | -                                                                        | 72’                                                                      |
| 1-6-2019                                                                 | Miami                                                                    | Venezuela                                                                | 1 – 1                                                                    | Ecuador                                                                  | Amichevole                                                               | -                                                                        | 46’                                                                      |
| 5-6-2019                                                                 | Atlanta                                                                  | Messico                                                                  | 3 – 1                                                                    | Venezuela                                                                | Amichevole                                                               | -                                                                        | 75’                                                                      |
| 7-10-2021                                                                | Caracas                                                                  | Venezuela                                                                | 1 – 3                                                                    | Brasile                                                                  | Qual. Mondiali 2022                                                      | -                                                                        | 59’                                                                      |
| 10-10-2021                                                               | Caracas                                                                  | Venezuela                                                                | 2 – 1                                                                    | Ecuador                                                                  | Qual. Mondiali 2022                                                      | -                                                                        | 46’                                                                      |
| 14-10-2021                                                               | Santiago del Cile                                                        | Cile                                                                     | 3 – 0                                                                    | Venezuela                                                                | Qual. Mondiali 2022                                                      | -                                                                        |                                                                          |
| 1-6-2022                                                                 | Ta' Qali                                                                 | Malta                                                                    | 0 – 1                                                                    | Venezuela                                                                | Amichevole                                                               | -                                                                        | 46’                                                                      |
| 9-6-2022                                                                 | Murcia                                                                   | Arabia Saudita                                                           | 0 – 1                                                                    | Venezuela                                                                | Amichevole                                                               | -                                                                        | 79’                                                                      |
| Totale                                                                   |                                                                          | Presenze                                                                 | 20                                                                       |                                                                          | Reti                                                                     | 0                                                                        |                                                                          |

## Palmarès

### Club

#### Competizioni nazionali
- Copa Venezuela: 1

Deportivo La Guaira: 2014
- Campionato colombiano: 1

Atletico Bucaramanga: 2024-I